# 吉岡俊亮
吉岡 俊亮（よしおか としすけ、1924年 - ）は、日本の理学者。東京医科大学名誉教授、学位は理学博士。

## 来歴
大正12年東京大学理学部卒、同学部大学院二年在学、東京大学医学部解剖学教室にて研究、東京医学専門学校教授、東京高等学校教授(旧制)、千葉大学教授、同大学文理学部長を経て東京医科大学名誉教授、東洋公衆衛生学院副学院長。東京大学において理学博士の学位を安く。

## 著作
- 生物学者医学者用『綜合動物学第一巻蛙穎』
- 生物学者医学者用『綜合動物学第二巻兎網』(津崎孝道、森於黄と共著)